# 伊斯梅爾·阿扎里

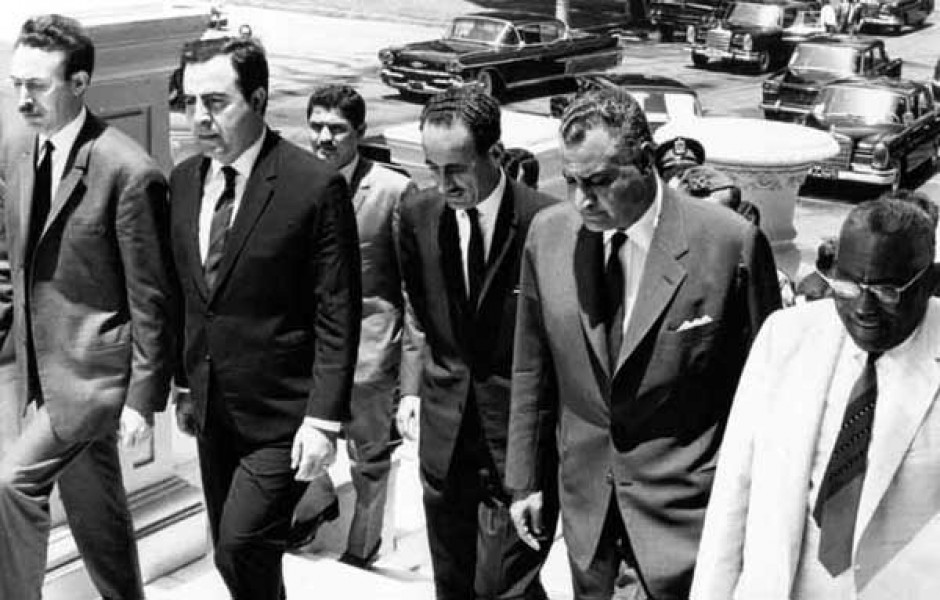
1968年开罗，从左到右，阿尔及利亚总统胡阿里·布迈丁、叙利亚总统努尔丁·阿塔西、伊拉克总统阿卜杜勒·萨拉姆·阿里夫、埃及总统贾迈勒·阿卜杜-纳赛尔和爱资哈里

赛义德·伊斯梅尔·艾爾-阿扎里（阿拉伯語：إسماعيل الأزهري；Saiyid Ismail al-Azhari；1900年10月20日—1969年8月26日），苏丹政治家、总理（1954年－1956年），对国家获得独立起了促进作用。1964年任苏丹國家元首直至1969年加法尔·尼迈里发动军事政变推翻。

## 生平
在喀土穆的戈登纪念学院和贝鲁特的美国大学受教育。1940年任大学毕业生全国大会主席。1943年组织阿希加（兄弟）党，反对英国所提出的苏丹自治的建议。1948年12月被捕。1952年任民族联合党主席。1953年民族联合党在选举中获得压倒性胜利，阿扎里于1954年1月出任苏丹首任总理。1956年1月1日苏丹独立，此后不久，他由于党内派别斗争而失去权势。1958年军政府接管。1964年阿扎里重任民族联合党领袖，1965年任苏丹最高委员会主席（即国家元首）。1969年5月25日发生军事政变，他被推翻。